# مارکو آنتونیو (بازیکن فوتبال، زاده ۱۹۵۱)
مارکو آنتونیو (پرتغالی: Marco Antônio؛ زادهٔ ۶ فوریهٔ ۱۹۵۱) بازیکن فوتبال اهل برزیل بود.
از باشگاه‌هایی که در آن بازی کرده‌است می‌توان به باشگاه ورزشی پورتوگیزا، باشگاه ورزشی واسکو دوگاما، باشگاه فوتبال فلومیننزه، و باشگاه فوتبال بوتافوگو اشاره کرد.
وی همچنین در تیم ملی فوتبال برزیل بازی کرده‌است.